# Zoltán Kósz
Zoltán Kósz (ur. 26 listopada 1967 w Budapeszcie) – węgierski piłkarz wodny. Złoty medalista olimpijski z Sydney.
Występował na pozycji bramkarza. Igrzyska w 2000 były jego trzecią olimpiadą. W 1988 z reprezentacją zajął piąte miejsce, osiem lat później czwarte. W kadrze debiutował w 1986, był także medalistą mistrzostw Europy i świata (srebro w 1998). Zdobywał tytuły mistrza Węgier.